# ميخائيل بي. جاكسون
ميخائيل بي. جاكسون هو سياسي أمريكي، ولد في 28 أبريل 1954.